# Julieta dos Espíritos
Giulietta degli spiriti (bra/prt: Julieta dos Espíritos) é um filme franco-italiano de 1965, do gênero comédia dramático-romântico-fantástica, dirigido por Federico Fellini.

## Sinopse
Julieta, casada com um profissional bem-sucedido, vê seu mundo desmoronar quando descobre que seu marido mantém uma relação extra-conjugal. Tamanho é o impacto que Julieta passa a viver experiências de contatos com espíritos. O choque de percepção da personagem é magistralmente transferido ao espectador que já não percebe, no enredo, o que é real ou imaginário.

## Elenco
- Giulietta Masina .... Giulietta Boldrini
- Sandra Milo .... Suzy / Iris / Fanny
- Mario Pisu .... Giorgio, marido de Giulietta
- Valentina Cortese .... Valentina
- Valeska Gert .... Pijma
- José Luis de Vilallonga .... amigo de Giorgio
- Friedrich von Ledebur .... médium
- Caterina Boratto .... mãe de Giulietta
- Lou Gilbert .... avô
- Luisa Della Noce .... Adele
- Silvana Jachino .... Dolores
- Milena Vukotic .... Elisabeta, a empregada

## Principais prêmios e indicações
| Prêmio            | Categoria                | Recipiente               | Resultado |
| ----------------- | ------------------------ | ------------------------ | --------- |
| Oscar 1967        | Melhor figurino          |                          | Indicado  |
| Oscar 1967        | Melhor direção de arte   |                          | Indicado  |
| Golden Globe 1966 | Melhor filme estrangeiro | Melhor filme estrangeiro | Venceu    |